# Tartano
Tartano – miejscowość i gmina we Włoszech, w regionie Lombardia, w prowincji Sondrio.
Według danych na rok 2004 gminę zamieszkiwały 263 osoby, 5,7 os./km².